# Главное управление безопасности
Главное управление безопасности (араб. إدارة الأمن العام‎, лат. Idārat al-Mukhābarāt al-ʿAmmāh, «Идарат аль-мухабарат аль-амма»), часто называемая просто «Мухабарат» — главная гражданская разведывательная служба Сирийской Арабской Республики.

## Структура и функции
Главное управление безопасности состоит из трёх отделов.
- Отдел внутренней безопасности — занимается надзором за населением страны (дублирует тем самым функции Управления политической безопасности);
- Отдел внешней безопасности — внешнеполитическая разведка;
- Отдел по делам Палестины — осуществляет контроль над деятельностью групп палестинцев в Сирии и Ливане.

В 2005 году президент Башар аль-Асад назначил входящего в своё ближайшее окружение генерала Али Мамлюка руководителем Главного управления безопасности. Али Мамлюк — суннит по вероисповеданию, находился в хороших отношениях с руководителями других сирийских спецслужб: руководители воздушных разведывательных сил и управления политической безопасности были в своё время его помощниками. В 2010, после достижения 64-летнего возраста, генерал Мамлюк был назначен специальным советником президента по безопасности, а руководителем Главного управления безопасности президент Башар аль-Асад назначил генерал-майора Зухейра Хамада, специалиста по контртеррористическим операциям. После теракта 18 июля 2012 Б. Асад вновь назначил А. Мамлюка директором Главного управления безопасности.

## Руководители Главного управления безопасности Сирии
- Аднан Бабах (1971-?)[3]
- Али Хадани (1970-е)[3]
- Назих Зирайр (? — 1983)[4]
- Фуад Абси (1983—1987)[4]
- Маджид Саид (1987—1994)[4][5]
- Башир ан-Наджар (1994—1998)[5]
- Али Хаури (1998—2001)[6][7]
- Али Хаммауд (2001)[7]
- Хишам Бахтияр (2001—2005)[8]
- Али Мамлюк (2005—2010)[8][9]
- Зухейр Хамад (2010 — 21 июля 2012)[9]
- Мохаммед диб Зайтун (2012—2019);
- Хассан Лоука (2019-2024).

После падения режима Асада в ходе гражданской войны Главное управление безопасности было ликвидировано и заменено Службой общей разведки (СОР).